# Spargania illustrata
Spargania illustrata är en fjärilsart som beskrevs av Barnes och Mcdunnough 1917. Spargania illustrata ingår i släktet Spargania och familjen mätare. Inga underarter finns listade i Catalogue of Life.